# Фінноо (станція метро)
60°09′11″ пн. ш. 24°42′40″ сх. д. / 60.15293503° пн. ш. 24.71103859° сх. д.
Фінноо (фін. Finnoo) або Фінно (швед. Finno) — проміжна станція Гельсінського метрополітену, що була відкрита 3 грудня 2022 року. 

Станція знаходиться у Каїтаа, Еспоо
У 2020-х роках навколо станції метро буде побудований житловий район Фінноо, що розрахований на 17 000 жителів, але на момент введення станції в експлуатацію кількість користувачів є однією з найнижчих у метро. 

Станція метро має два станційні зали. 
На східній стороні однойменної вулиці розташований найпівнічніший зал станції Фінноонсілла, поруч з ним буде побудований бізнес-центр. 

На відміну від більшості інших квиткових залів станцій метро, ескалатор не прокладено до рівня платформи, але пасажирів обслуговують чотири ліфти. 
Другий квитковий зал розташований південніше, на схід від Меріті, і тут розташовані найдовші ескалатори у Фінляндії. 
Висота підйому ескалатора становить 34,5 м, а довжина — близько 78 м. 

На станційній платформі є робота Ліни Ніо «Гаавекувія». 

Конструкція: односклепінна станція глибокого закладення з однією острівною платформою. Глибина закладення — 35.7 м

Пересадка на автобуси маршрутів: 111, 143, 147, 543;